# 케리 린 프랫
케리 린 프랫(Keri Lynn Pratt, 1978년 9월 23일 ~ )은 미국의 배우이다.

## 출연 작품
- Dorfman in Love (2011)
- 더 트러블 위드 더 트루스 (2011)
- 아이 홉 데이 서브 비어 인 헬 (2009)
- 싱글 맨 (2009)
- 잭 & 바비 (2004)
- 팻 알버트 (2004)
- 아메리칸 스윗하트 (2001)
- 스모커스 (2000)
- 사랑보다 아름다운 유혹 2 (2000)
- 테크노 스와핑 (1999)

### 텔레비전
- 미녀마법사 사브리나 (2000)
- ER (2000)
- 요절복통 70쇼 (2001)
- CSI: 과학수사대 (2001, 2006)
- 닙턱 (2003)
- 조안 오브 아카디아 (2003)
- 제7의 천국 (2004)
- 성범죄수사대: SVU (2005)
- 하우스 (2006)
- 본즈 (2006)
- 브라더스 앤 시스터스 (2006)
- 베로니카 마스 (2006)
- 크로싱 조던 (2007)
- CSI: 뉴욕 (2008)
- 크리미널 마인드 (2008)
- 라이프 온 마스 (2009)
- 패밀리 가이 (2009) - 목소리
- 멘탈리스트 (2010)
- 스몰빌 (2010-11)
- 오리지널스 (2014)